# ارتفاع حمض الغلوتاريك في الدم من النوع الأول
ارتفاع حمض الغلوتاريك في الدم من النوع الأول (بالإنجليزية: Glutaric aciduria type 1) هو اضطراب وراثي، لا يستطيع الجسم فيه تكسير الأحماض اللايسين الأمينية وهيدروكسي اللايسين والتريبتوفان بشكل كامل. تتراكم خلاله مستويات زائدة من نواتج التكسير الوسيطة (حمض الغلوتاريك، وحمض الغلوتاريل، وحمض 3-هيدروكسي غلوتاريك، وحمض الغلوتاكونيك) وتسبب تلفًا للدماغ (والأعضاء الأخرى أيضًا)، وبشكل خاص للعقد القاعدية، وهي مناطق التي تساعد في تنظيم الحركة بشكل أساسي. يؤدي ارتفاع حمض الغلوتاريك في الدم إلى نقص ثانوي في مستويات الكارنيتين. والكارنيتين هي مادة تساهم في إزالة السموم من حمض الغلوتاريك، والأحماض العضوية الأخرى. قد يحدث تخلف عقلي في سياق الحالة أيضًا.

## العلامات والأعراض
تختلف شدة ارتفاع حمض الغلوتاريك في الدم من النوع الأول بشكل كبير بين المرضى؛ إذ يتأثر البعض بشكل خفيف فقط، بينما يعاني البعض الآخر من مشاكل وأعراض خطيرة وشديدة. يمكننا اعتبار مرض ارتفاع حمض الغلوتاريك في الدم من النوع الأول نوعين سريريَين: يُشخص الأول عند الولادة أو قبلها، ويُعالَج من خلال الأنظمة الغذائية المناسبة، ويُشخص الثاني بعد أزمة اعتلال دماغي. قد تحدث مشاكل خطيرة في كِلا الحالتَين، لكن عند تشخيص المرض قبل حدوث أزمة اعتلال الدماغ سيكون من الأسهل العلاج مع تجنب معظم الإصابات التي قد تحدث أو كلها حتى.

### ارتفاع حمض الغلوتاريك في الدم من النوع الأول بدون أزمة الدماغ

#### ضخامة الرأس
غالبًا ما يولد الأطفال المصابون بارتفاع حمض الغلوتاريك في الدم من النوع الأول برؤوس كبيرة بشكل غير طبيعي (ضخامة الرأس). تعد ضخامة الرأس من بين أولى علامات ارتفاع حمض الغلوتاريك في الدم من النوع الأول؛ لذلك من المهم جدًا التحقيق في جميع حالات كِبر الرأس مجهولة السبب، نظرًا لأهمية التشخيص المبكر لارتفاع حمض الغلوتاريك في الدم من النوع الأول. تعد ضخامة الرأس «علامة سريرية محورية» للعديد من الأمراض العصبية. يجب أن يكون الأطباء والأهل على دراية بفوائد البحث عن اضطراب عصبي أساسي، خاصة اضطرابات التمثيل الغذائي العصبي عند الأطفال الذين يعانون من محيط رأس أكبر من النسب المئوية الطبيعية.

### ارتفاع حمض الغلوتاريك في الدم من النوع الأول بعد أزمة اعتلال الدماغ

#### الجوانب العصبية الحركية
قد يواجه الأفراد المصابون صعوبة في الحركة ويعانون من تشنجات أو ارتعاش أو صلابة أو انخفاض في توتر العضلات أو ضعفها (والذي قد يكون نتيجة لنقص الكارنيتين الثانوي). يمكن تعريف ارتفاع حمض الغلوتاريك في الدم من النوع الأول في حال وجود أزمة اعتلال دماغي على أنه شلل دماغي وراثي.

#### العلاج المهني
يُعد توفير مقاعد خاصة من الطرق الشائعة لعلاج حالات تنخر العضلات المخططة. تُصمم هذه الكراسي المتحركة الخاصة للحد من الحركات غير الطبيعية. ولكن قد يتفاقم التشنج بسبب القيود المرافقة لهذه المقاعد.
يمكن للوالدين ومقدمي الرعاية توفير علاج مهني أكثر تفاعلية من خلال تمكين الطفل من استخدام عضلاته وهي في حالة فرط التشنج لتخدم احتياجاته أو احتياجاتها (انظر الصورة، ولاحظ الرعاية التي يُطبق الضغط الأدنى فيها مع ضمان السلامة).
يمكن أيضًا التحكم في التشنج الزائد باستخدام ما يُعرف بـ «القفزات المرحة» وغيرها من الوسائل المساعدة للوقوف المستقيم التي لا تقيد الطفل ولكنها تساعده تدريجيًا على تخفيف حدة الصلابة.

#### اضطرابات النزف
يعاني بعض مرضى ارتفاع حمض الغلوتاريك في الدم من النوع الأول من نزوف في المخ أو العينين، وقد يُعتقد خطأً بأنها آثار إساءة معاملة الأطفال.